# Basil Bhuriya
Basil Bhuriya (Panchjui, 8 marzo 1956 – Indore, 6 maggio 2021) è stato un vescovo cattolico indiano.

## Biografia
Basil Bhuriya nacque a Panchjui l'8 marzo 1956. Apparteneva alla tribù Bhil.

### Formazione e ministero sacerdotale
Nel 1969 cominciò gli studi nel seminario "San Tommaso" di Dhow. Dal 1976 al 1979 studiò all'Università di Indore e conseguì il Bachelor of Arts.
Il 30 giugno 1979 entrò nel noviziato della Società del Verbo Divino. L'11 giugno dell'anno successivo emise la prima professione. Studiò filosofia e teologia presso il Pontificio Ateneo di Pune.
Il 12 giugno 1985 emise la professione solenne. Il 5 maggio dell'anno successivo fu ordinato presbitero. In seguito fu vicario parrocchiale a Muvalia, nella diocesi di Baroda, Gujarat, dal 1987 al 1988; vice rettore del seminario "San Tommaso" di Indore dal 1988 al 1992; rettore dello stesso dal 1992 al 1997; parroco di Dhar, nella diocesi di Indore, dal 1997 al 2002; direttore dell'ostello di Thandla, nella diocesi di Jhabua, dal 2002 al 2005; parroco di Rajgarh, nella diocesi di Jhabua, dal 2005 al 2009; parroco della parrocchia del Cuore Immacolato di Maria a Thandla dal 2009 e membro del consiglio della provincia dell'India Centrale della sua congregazione dal 2011.

### Ministero episcopale
Il 18 luglio 2015 papa Francesco lo nominò vescovo di Jhabua. Ricevette l'ordinazione episcopale il 10 ottobre successivo nel cortile della St. Arnold's School di Meghnagar dall'arcivescovo Salvatore Pennacchio, nunzio apostolico in India, co-consacranti l'arcivescovo metropolita di Bhopal Leo Cornelio e quello di Nagpur Abraham Viruthakulangara.
Nel settembre del 2019 compì la visita ad limina.
Il 3 aprile del 2021 risultò positivo al nuovo coronavirus SARS-CoV-2 e successivamente dovette essere ricoverato in terapia intensiva dell'ospedale "San Francesco" di Indore per diverse settimane. Nonostante fossero apparsi segni di un leggero miglioramento, morì alle 13:30 del 6 maggio all'età di 65 anni per un arresto cardiaco. Le esequie si tennero il giorno successivo alle ore 10 nella cattedrale dell'Annunciazione a Jhabua. Al termine del rito fu sepolto nel cimitero di Meghnagar.

## Genealogia episcopale
La genealogia episcopale è:
- Cardinale Scipione Rebiba
- Cardinale Giulio Antonio Santori
- Cardinale Girolamo Bernerio, O.P.
- Arcivescovo Galeazzo Sanvitale
- Cardinale Ludovico Ludovisi
- Cardinale Luigi Caetani
- Cardinale Ulderico Carpegna
- Cardinale Paluzzo Paluzzi Altieri degli Albertoni
- Papa Benedetto XIII
- Papa Benedetto XIV
- Papa Clemente XIII
- Cardinale Enrico Benedetto Stuart
- Papa Leone XII
- Cardinale Chiarissimo Falconieri Mellini
- Cardinale Camillo Di Pietro
- Cardinale Mieczysław Halka Ledóchowski
- Cardinale Jan Maurycy Paweł Puzyna de Kosielsko
- Arcivescovo Józef Bilczewski
- Arcivescovo Bolesław Twardowski
- Arcivescovo Eugeniusz Baziak
- Papa Giovanni Paolo II
- Arcivescovo Salvatore Pennacchio
- Vescovo Basil Bhuriya, S.V.D.